# 鸭嘴兽科
鴨嘴獸科（学名：Ornithorhynchidae）是單孔目下的一个科。

## 分類
鴨嘴獸科 Ornithorhynchidae有以下属：
- †單孔屬 Monotrematum
  - †Monotrematum sudamericanum
- †頑齒鴨嘴獸属 Obdurodon
  - †Obdurodon dicksoni
  - †Obdurodon insignis
  - †Obdurodon tharalkooschild[1]
- 鴨嘴獸屬 Ornithorhynchus
  - 鸭嘴兽 Ornithorhynchus anatinus (Shaw, 1799)，基异名：Platypus anatinus Shaw, 1799

Steropodon、Teinolophos原來也位於該科，但是後來劃分入新的科，即硬齒鴨嘴獸科。